# Butch Hartman
Butch Hartman, pseudonimo di Elmer Earl Hartman IV (Highland Park, 10 gennaio 1965), è un disegnatore, regista, produttore televisivo e doppiatore statunitense.

## Biografia
Già creatore di Due fantagenitori, Danny Phantom, T.U.F.F. Puppy e Bunsen è una Bestia, è a capo della Billionfold Inc., società produttrice dei quattro cartoni da lui ideati e disegnati.

## Filmografia parziale
- Fievel sbarca in America (1986)
- Pocahontas (1995)
- Due fantagenitori (2001-2017)
- Danny Phantom (2004-2007)
- La giostra magica (2005)
- T.U.F.F. Puppy (2010)
- Un Fantafilm: Devi crescere, Timmy Turner! (2011)
- Un Fanta Natale (2012)
- Phineas e Ferb - Star Wars (2012-2013)
- Il FantaParadiso (2014)
- Bunsen è una Bestia (2012-2018)
- Due fantagenitori - Ancora più fanta (2022)
- Fairly OddParents: A New Wish (2024)